# San Pedro y San Felices (Burgos)
San Pedro y San Felices es un barrio que se encuentra en el Distrito 4 - Sur  de Burgos (Castilla y León, España), en la margen izquierda del Arlanzón y junto al Bulevar.

## Historia
Situado fuera de las murallas del castillo, en los arrabales de la ciudad, desde un primer momento cuenta con escaso número de habitantes, experimentando algún crecimiento de población durante los siglos XI y XVI. Las dificultades económicas de los siglos siguientes provocaron que este barrio extramuros perdiese vecinos y parte de los terrenos se dedicasen a huertas, en torno al desaparecido arroyo de Valdechoque. Además de los agricultores, en la zona también se establecieron algunos alfareros (justamente en la denominada calle de los Alfareros).
Luego, en el siglo XX (de 1940 a 1980) el barrio crece poblacional y geográficamente de forma algo más significativa gracias a la explosión demográfica y económica que trajo a la ciudad el Polo de Promoción Industrial de Burgos.
El ferrocarril Santander-Mediterráneo antiguamente discurría en el barrio con un trazado paralelo a la calle de los Alfareros, este a lo largo de los años fue abandonado. Gracias al desvío de la Línea Madrid-Hendaya, y a la posterior creación en diciembre del 2008 del Bulevar del Ferrocarril , se crea una vía verde entre Burgos y Cojóbar en las antiguas vías del ferrocarril Santander-Mediterráneo, trayendo una gran influencia sobre el desarrollo urbanístico de la zona.

## Monumentos

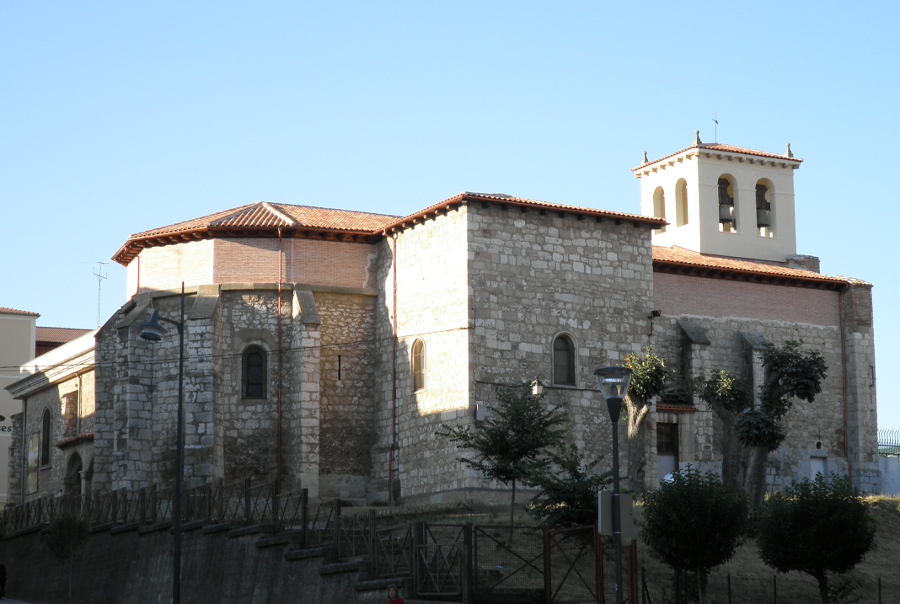
Iglesia de San Pedro y San Felices, en la calle Santa Ana.

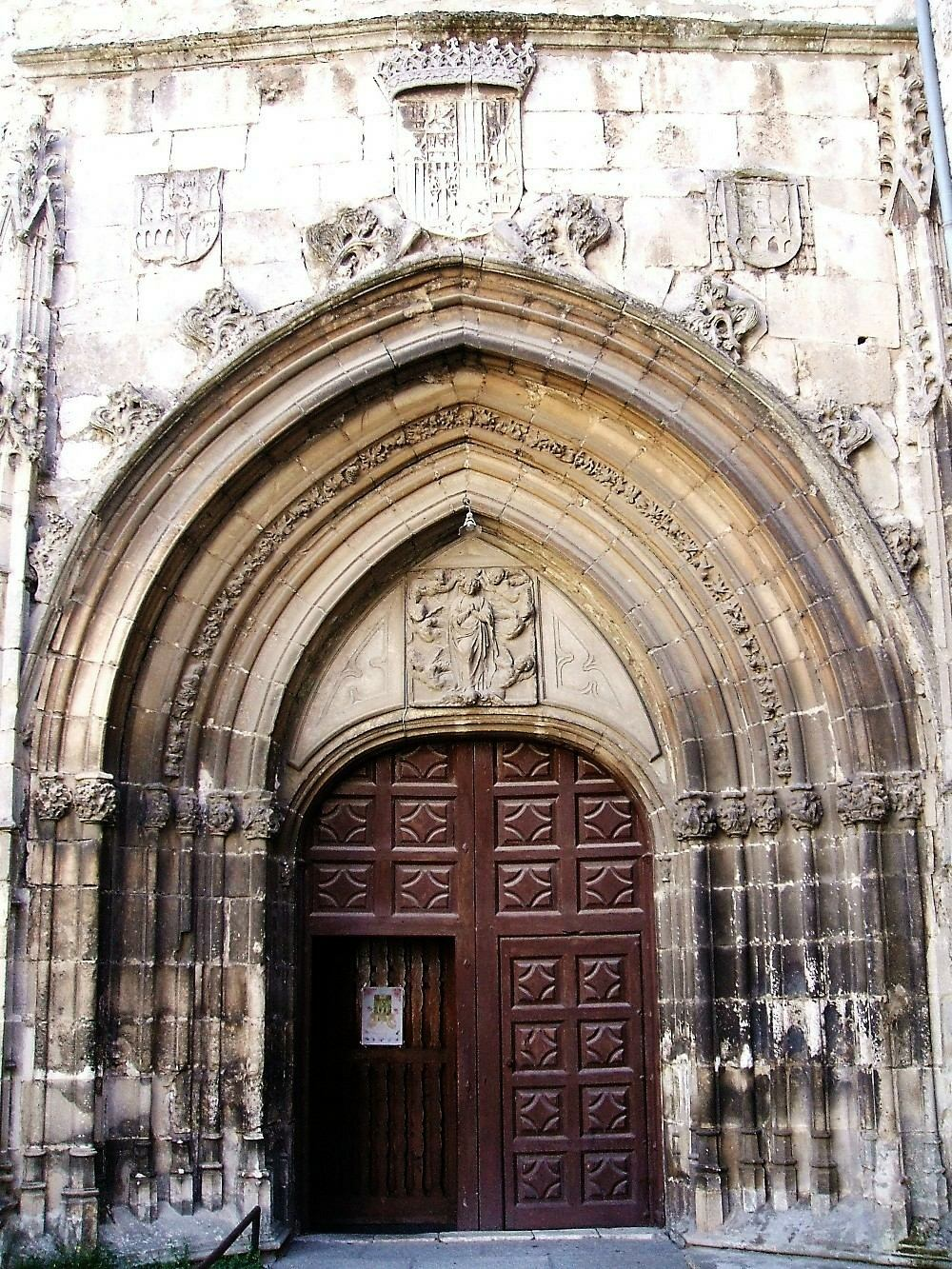
Portada del convento de Santa Dorotea, en la calle homónima.

- Iglesia de San Pedro y San Felices: Templo católico levantado en el siglo XIV[9] al suroeste de Burgos.
- No se conservan restos de la Torre de Buradón o de San Pedro, desaparecida en 1789.[10]
- Convento de Santa Dorotea: Es un cenobio de monjas Canónigas Agustinas sito en la calle homónima de la ciudad de Burgos. Se trata de una construcción gótica del siglo XV.
- A las afueras del barrio, en la calle San Zoles, se encuentran los restos de la Torre de San Zoles,[11][12] antigua residencia y defensa de una explotación agrícola, y la ermita de San Zoles (San Zuil[13] o San Zoilo),[14] ambas de propiedad privada.

## Equipamientos

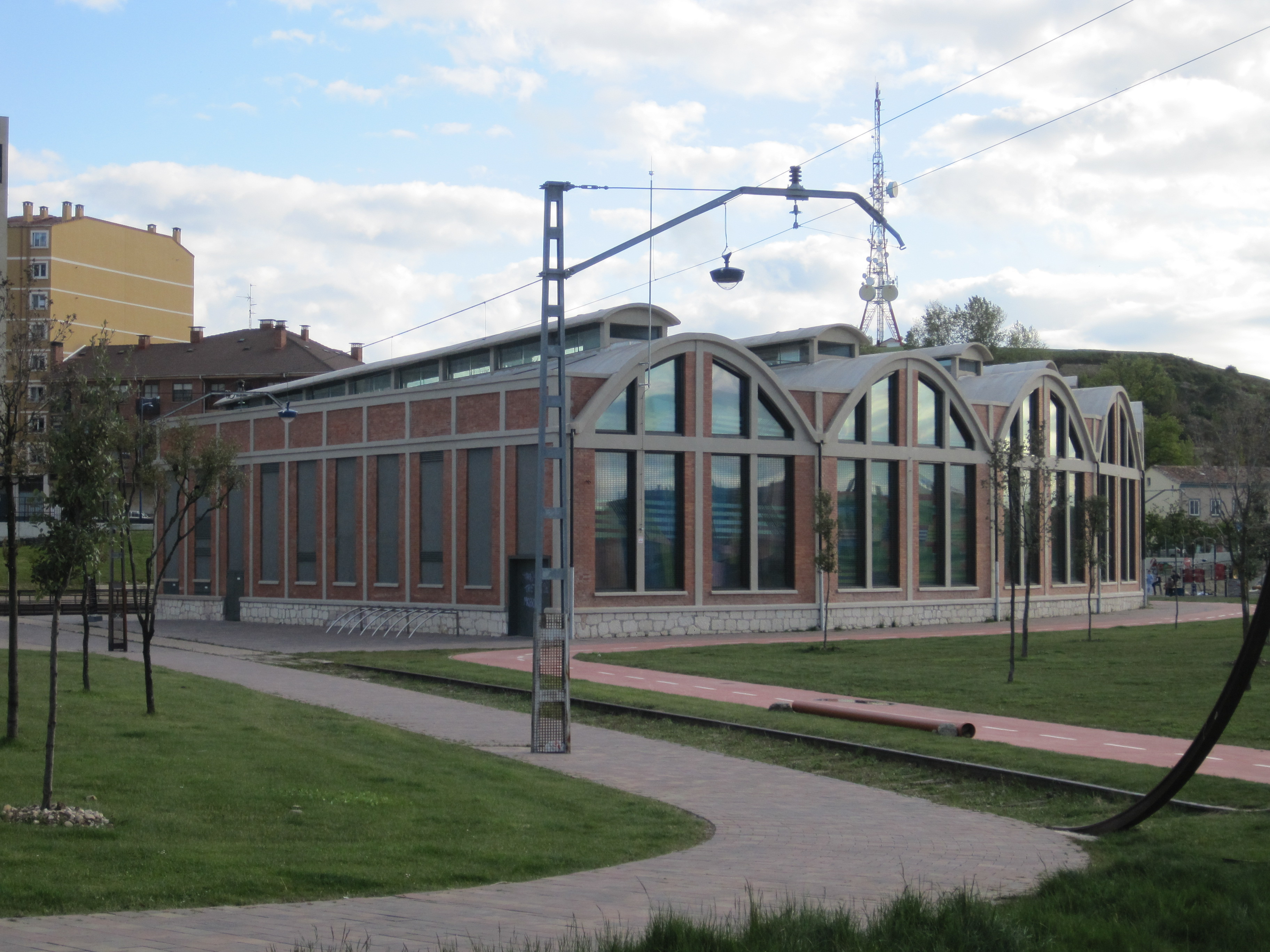
Centro de Creación Musical "El Hangar".

- Instituto de Educación Secundaria "Diego de Siloé".
- Colegio Público de Educación Infantil y Primaria "Sierra de Atapuerca".
- Escuela Infantil Municipal "Los Gigantillos".
- Colegio privado concertado "San Pedro y San Felices", dependiente del Arzobispado de Burgos.
- Colegio privado concertado "Sagrado Corazón", dirigido por las Hermanas Salesianas del Sagrado Corazón de Jesús.
- Centro de Creación Musical "El Hangar".
- Complejo Deportivo Municipal de San Pedro y San Felices.  Archivado el 17 de septiembre de 2017 en Wayback Machine.
- Parque de San Isidro, sobre el cerro del mismo nombre. Anteriormente, fue un circuito de motocross.
- El barrio está en la zona de influencia del Centro de Salud "San Agustín".
- Le corresponde el Centro Cívico "San Agustín".
- La parroquia de San Pedro y San Felices cuenta desde 2015 con un centro parroquial.
- Junto al Bulevar y lindando con el barrio se encuentra La Estación, centro municipal de ocio infantil y juvenil inaugurado en 2017.
- Vía verde del Santander-Mediterráneo,[15] tramo que comienza en las inmediaciones del barrio de Parque Europa y por ahora llega hasta Cojóbar.

## Fiestas
- Fiestas en honor de la Cátedra de San Pedro en Antioquía (22 de febrero). [16]
- Festividad de San Isidro Labrador (15 de mayo).  Archivado el 15 de agosto de 2016 en Wayback Machine.

## Calles destacadas
- Calle San Pedro y San Felices, que enlaza con la carretera de Arcos.
- Calle de los Alfareros, que enlaza con la salida de Burgos hacia Madrid.
- Calle de Ávila, desde la que se puede acceder a la calle Alba de Tormes y, desde allí, al parque de San Isidro.
- Calle Santa Ana, desde la que se puede acceder a la calle Alba de Tormes y, desde allí, al parque de San Isidro.
- Calle San Isidro, desde la que se puede acceder al parque de San Isidro.
- Calle Zaragoza.
- Calle de Diego Polo.
- Calle Hermano Rafael, que enlaza con el centro comercial Parque Burgos y la  BU-11
- Calle de Calleja y Zurita

## Autobuses
- Línea 2: Hospital Universitario-Carretera de Arcos.

- Línea 16: Carretera de Arcos - Hospital - Estación de rosa de lima

- Línea 22: Bulevar-Hospital Universitario.

## BiciBur
- Punto del servicio municipal BiciBur  Archivado el 28 de septiembre de 2007 en Wayback Machine.

- En el parque de San Agustín, detrás del Real Monasterio de San Agustín.
- En el Centro de creación musical El Hangar.

## Asociaciones
- Asociación de Vecinos "Nuestro Barrio".
- Asociación Recreativo-Cultural Peña "Los Felices".